# Bertil Lundgren (formgivare)
För andra betydelser, se Bertil Lundgren (olika betydelser).

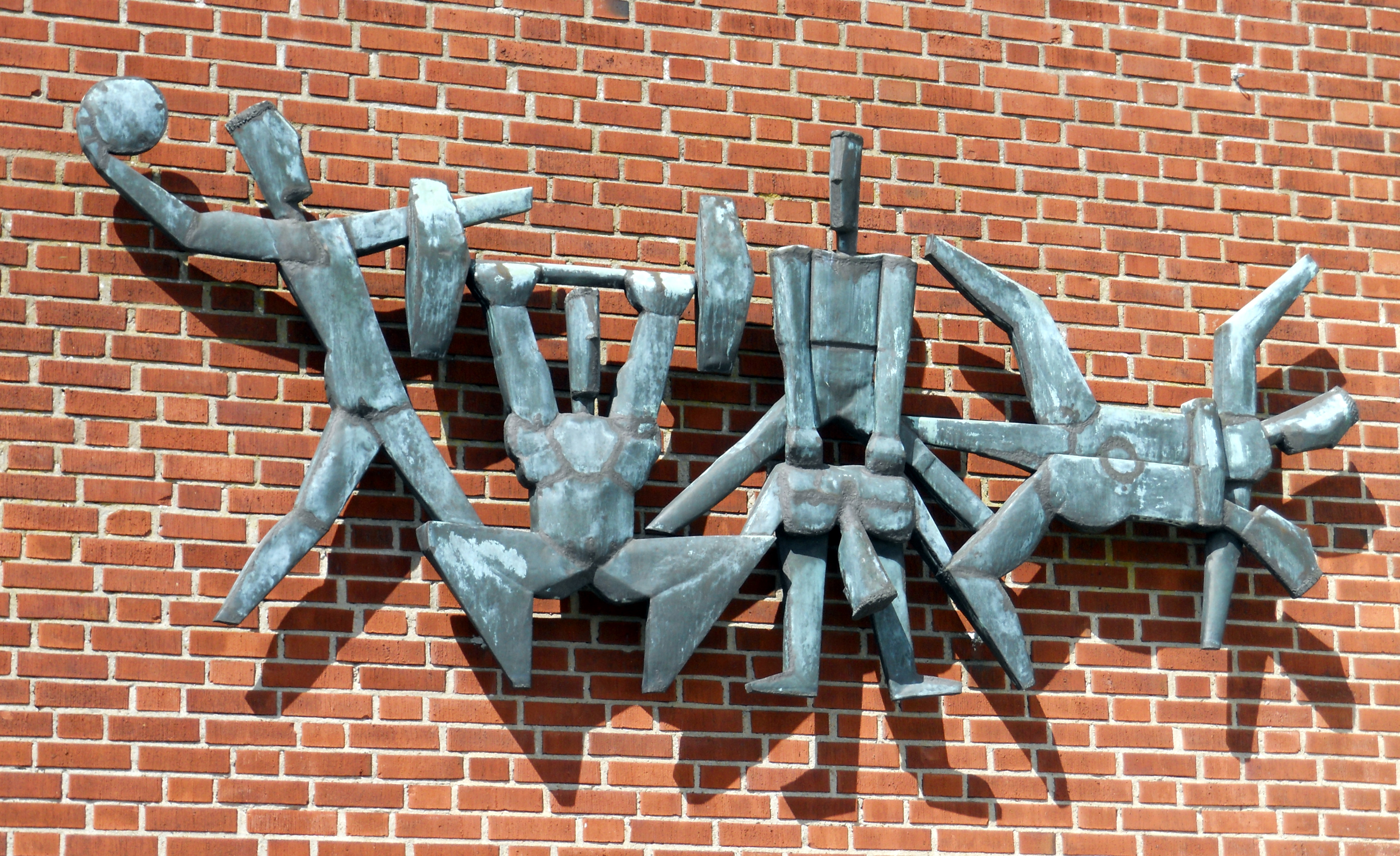
Idrottsmotiv från Varbergs sporthall.

Bertil Hugo Lundgren, född 27 juli 1934 i Varberg, död 26 december 2020 i Hovby distrikt i Västra Götalands län, var en svensk konstnär och formgivare.
Bertil Lundgren arbetade som lärare vid Malmö konsthögskola och från 1966 vid Konstindustriella skolan i Göteborg fram till 1974 och därefter anställd på Rörstrands porslinsfabrik i Lidköping 1974–1979. Han arbetade främst med ateljéproduktion, serieproducerade konstobjekt, reliefer och serviser. Han var med i designlaget som tog fram serien "Hållfast" för Rörstrand.
Lundgren var också initiativtagare till skapandet av Rörstrands museum och var själv föreståndare där under perioden 1976–1999. Han har gjort ett flertal offentliga utsmyckningar, bland annat skulpturen "Bossanova" på Jungfruplatsen i Mölndal (1964), Maternité Gåsagången, Väggskulptur Idrottshallen i Varberg, Hisings-Backa samt Jesus vid Skårs kyrka i stadsdelen Skår i Örgryte. Han har haft utställningar vid konstskolan Valand och på Göteborgs konsthall. Lundgrens föremål är signerade "Bertil Lundgren", "B. Lundgren" eller "BL".